# Anton Ernst von Mittrowsky

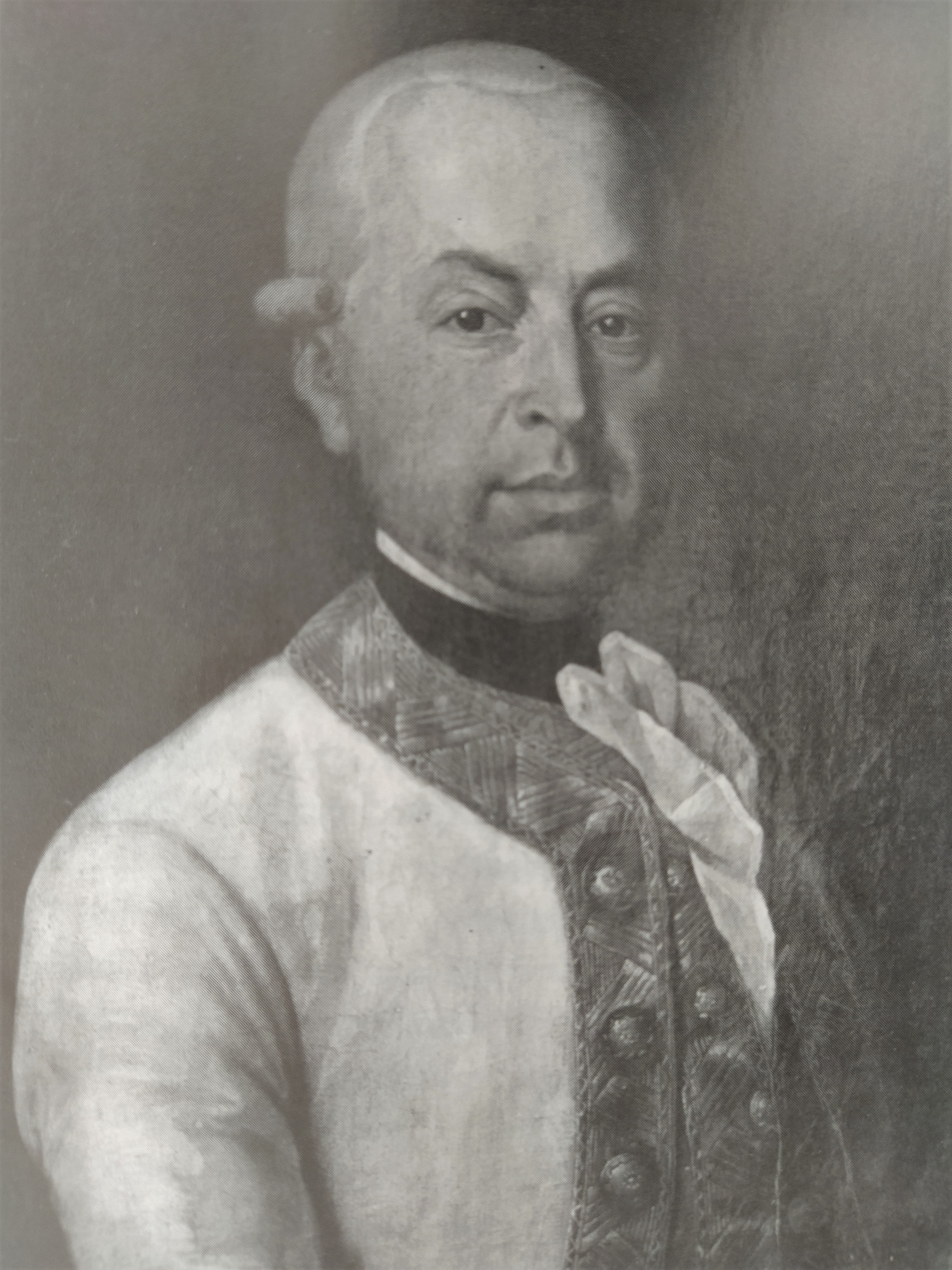
Anton Ernst von Mittrowsky

Anton Ernst Graf von Mittrowsky (* 16. Juni 1735 in Schemnitz; † 30. November 1813 in Brünn) war ein mährischer Adliger, Gutsbesitzer, k. k. Kämmerer und Generalmajor.

## Leben

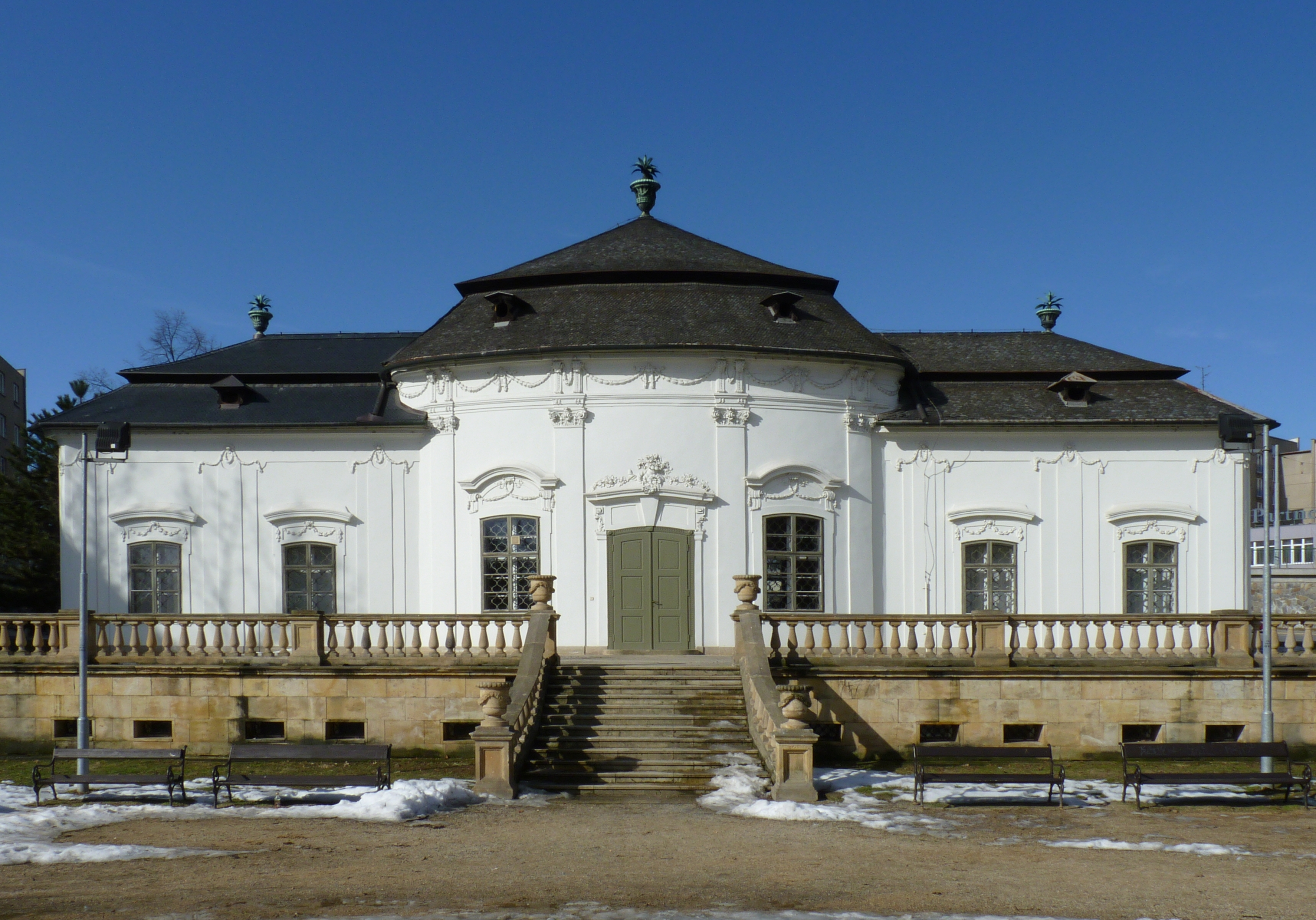
Villa Mittrowsky in Brünn

Er stammte aus dem mährisch-böhmischen Adelsgeschlecht Mittrowsky. Seine Eltern waren der Oberst-Kammergraf und Bergwerksdirektor Johann Nepomuk Freiherr von Mittrowsky († 1760) und dessen Ehefrau Maria Kasimira geb. Freiin von Blankowsky. Der Generalfeldzeugmeister Joseph Anton Franz Graf von Mittrowsky und der Oberstkammergraf Carl Freiherr von Mittrowsky waren seine Brüder. 
Anton Ernst von Mittrowsky diente während des Siebenjährigen Krieges in der kaiserliche Armee. Als Oberst des Infanterie-Regiments Lascy verlor er in der Schlacht bei Maxen 1759 durch eine Kanonenkugel sein rechtes Bein und war seitdem auf einen Stelzfuß angewiesen. 1767 erhob ihn der Kaiser in den Grafenstand. 1775 avancierte er zum Generalmajor. Er war Mitglied der Elisabeth-Theresianische Militärstiftung und Stifter eines Familienfideikommiss. Seinen Ruhestand verbrachte er in Brünn. Er starb ohne Nachkommen.  

## Auszeichnungen
- Elisabeth-Theresien-Orden